# Méridasparv
Méridasparv (Arremon axillaris) är en fågelart i familjen amerikanska sparvar inom ordningen tättingar.

## Utbredning och systematik
Fågeln förekommer endast i Colombia öster om Anderna och närliggande västra Venezuela. Den kategoriserades tidigare som underart av halsbandssparv (Arremon taciturnus).

## Status
Den kategoriseras av IUCN som livskraftig.